# Peter Law (Politiker)

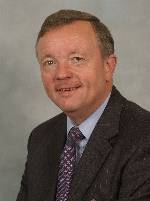
Peter Law (ca. 2003)

Peter John Law (* 1. April 1948 in Abergavenny, Monmouthshire; † 25. April 2006 in Nantyglo, Blaenau Gwent County Borough) war ein britischer Politiker (bis 2005 Labour Party, ab 2005 unabhängig), der von 1999 bis zu seinem Tod dem Senedd angehörte und als walisischer Minister für Umwelt, Kommunalverwaltung und Planung diente. Bis 2005 war er Labour-Abgeordneter. Nachdem seine Partei und er im Zuge eines Streits getrennte Wege gegangen waren, führte er sein Abgeordnetenamt als Unabhängiger fort. Ab dem Sieg im Wahlkreis Blaenau Gwent bei der Unterhauswahl 2005 hatte er ebenfalls als Unabhängiger im House of Commons einen Sitz inne.

## Leben

### Kommunalpolitiker und Senedd-Abgeordneter
Law war Schüler verschiedener Schulen in Abergavenny und Nantyglo, studierte an der Open University und arbeitete zwischen 1964 und 1987 als selbstständiger Lebensmittelhändler und von 1987 bis 1999 als Berater für Kommunalverwaltung und öffentliche Behörden sowie als Berater für Öffentlichkeitsarbeit. Bereits 1963 trat er in die Labour Party ein. Anschließend engagierte er sich immer stärker in der Politik. Zwischen 1970 und 1974 saß er im Nantyglo and Blaenau Urban District Council, anschließend bekam er einen Sitz im Blaenau Gwent Borough Council beziehungsweise ab 1996 Blaenau Gwent County Borough Council; 1988 und 1989 war er Mayor. Zur selben Zeit engagierte er sich in einem Beraterkomitee, das die Einführung eines Welsh Language Board zum Erhalt der walisischen Sprache durchsetzte, die er selbst als Erwachsener erlernt hatte. Zudem wurde er Mitglied in der Gwent Police Authority, im Gwent Magistrates Court Committee und im Institute of Public Relations und betätigte sich als Friedensrichter. Außerdem befürwortete er die im Referendum in Wales 1997 zur Abstimmung gebrachte walisische Devolution. 1999 wurde er Vorsitzender des Gwent Healthcare NHS Trust. Im selben Jahr beendete er seine Tätigkeit in der Kommunalpolitik und kandidierte bei der Wahl zur Nationalversammlung für Wales 1999 für den Wahlkreis Blaenau Gwent, den er mit 62 % der Stimmen vor dem Zweitplatzierten Phil Williams von Plaid Cymru gewann. Zwischen 1999 und 2000 diente er der walisischen Labour-Minderheitsregierung als Minister für Umwelt, Kommunalverwaltung und Planung, verlor allerdings seinen Posten nach dem Eintritt der Liberal Democrats in eine Koalition mit Labour. In den folgenden Jahren übte Law oft Kritik an dieser Koalition und wich bei einigen Abstimmungen von der Linie der Koalition ab. Dennoch konnte er bei der Wahl zur Nationalversammlung für Wales 2003 mit 70 % seinen Sitz verteidigen.

### Wahlsieg für das House of Commons
Anschließend kandidierte er für den Posten des Stellvertretenden Vorsitzenden des Senedd, verlor aber mit nur einer Stimme Differenz gegen John Marek, der geschlossen von Laws Labour-Parteifreunden gewählt wurde. Danach rückte die Labour-Partei geschlossen von Law ab, weshalb davon ausgegangen wurde, dass ein Bruch Laws mit Labour nur noch eine Frage der Zeit sei. Zwei Jahre später kündigte Llew Smith, Mitglied des britischen House of Commons für den Wahlkreis Blaenau Gwent, seinen Rückzug vor der nächsten Wahl an. Daraufhin gab es einen parteiinternen Streit über die Auswahl des nächsten Kandidaten; während die Parteiführung eine all-woman shortlist wollte, standen Smith und Law für eine offene Wahl seitens der lokalen Parteibasis ein, verloren aber den Streit. Zur Unterhauswahl 2005 kandidierte Law als Unabhängiger für den Wahlkreis Blaenau Gwent. Sein Wahlkampf für den Sitz des Wahlkreises wurde durch die Diagnose eines Gehirntumors beeinträchtigt, dessentwegen Law kurz davor stand, seine Kandidatur endgültig aufzugeben. Der Wahlkreis, der unter anderem Aneurin Bevan und Michael Foot nach London geschickt hatte, galt als Labour-Kernland und als sicherster Wahlkreis in Wales und einer der sichersten des gesamten Vereinigten Königreichs. Law gewann trotz eines umfangreichen Wahlkampfs von Labour mit 58 % der Stimmen gegenüber 32 % für Maggie Jones. Dieser Erfolg wurde als Schock in der britischen Politik gewertet; ein Journalist des Independents wertete Laws Sieg sogar als Sieg der lokalen Nähe eines Kandidaten gegenüber der Parteiangehörigkeit. Direkt nach Verkündung des Ergebnisses schloss Labour das Mitglied des walisischen und des britischen Parlaments sowie Laws Unterstützer aus, sodass Law nach 40 Jahren seine Mitgliedschaft verlor, aber als Unabhängiger in der Politik blieb und seine beiden Parlamentssitze behielt. Alternativ nennen manche Quellen einen freiwilligen Austritt Laws in der Zeit kurz vor oder nach der Wahl.

### Letztes Lebensjahr
Öffentlich führte Labour anschließend eine abwertende Kampagne gegenüber Law, zudem wurde die Ernennung der unterlegenen Maggie Jones zum Life Peer durch Labour wenig später in der Öffentlichkeit als Rache gegenüber Smith und Law angesehen. Für Labour selbst war es dennoch eine Niederlage, denn durch den Ausschluss von Law verlor die Partei ihre Mehrheit im Senedd und wurde mehrfach von der Kammer überstimmt. Law selbst wurde vom Wales Yearbook zum walisischen Politiker des Jahres 2005 gewählt. Nicht einmal ein Jahr später, am Morgen des 25. Aprils 2006, starb Law an den Folgen des Gehirntumors in Nantyglo. Er hinterließ seine Frau Trish, fünf Kinder und ein Enkelkind; sein Freund und Kollege Llew Smith gab seinen Tod bekannt. Seinen Sitz im Senedd nahm seine Frau Trish Law ein, die in einer Nachwahl seinen walisischen Wahlkreis mit 50 % der Stimmen für sich entscheiden konnte; Nachfolger im House-of-Commons-Sitzes wurde sein Freund und Wahlkampfmanager Dai Davies. Erst 2010 gelang mit Nick Smith wieder einem Labour-Kandidaten der Wahlsieg in Blaenau Gwent. Llew Smith hob posthum Laws Engagement für die Einwohner von Blaenau Gwent hervor. Der Parteichef von Plaid Cymru, Ieuan Wyn Jones, würdigte Law als eine „herausragende Person“ in der Zeit nach der walisischen Devolution.